# Dunama ravistriata
Dunama ravistriata  (лат.) — вид бабочек-хохлаток (Nystaleinae) из семейства Notodontidae. Эндемик Южной Америки: Бразилия, Французская Гвиана. Длина передних крыльев самцов 14—15 мм (самки до 17 мм).
.